# Zeta (río)
El Zeta (en montenegrino: Зета) es un río de Montenegro. Nace cerca de Nikšić en los cerros de Planinica y recorre ochenta y seis kilómetros en dirección este hasta desembocar en el Moračha justo al norte de la ciudad de Podgorica. Las aguas de este se vierten en el lago de Escútari; el lago a su vez desagua a través del Bojana en el mar Adriático.
El nombre «Zeta» deriva de palabras que significan «cosecha» o «grano».
Existe una central hidroeléctrica de 307 MW de potencia cerca de Nikšić que aprovecha la energía del río.